# 日田玖珠広域消防組合
日田玖珠広域消防組合（ひたくすこういきしょうぼうくみあい）は、大分県の日田市、玖珠郡玖珠町、同郡九重町によって組織される一部事務組合（消防組合）である。消防本部は日田市の日田消防署に併設されている。

## 主力機械
- 水槽付消防ポンプ自動車：1
- 消防ポンプ自動車：6
- 化学自動車：1
- 梯子付消防自動車：1
- 救助工作車：2
- 消防指揮車：2
- 救急自動車：8
- 津波・大規模風水害対策車：1
- 小型水陸両用バギー：1

2019年7月1日現在

## 沿革
- 1969年（昭和44年）8月1日 - 日田玖珠広域市町村圏の知事指定を受ける。
- 1970年（昭和45年）8月1日 - 日田玖珠広域市町村圏事務組合設立の知事認可を受ける。
- 1971年（昭和46年）4月1日 - 日田玖珠広域市町村圏事務組合消防本部発足。
- 1975年（昭和48年）7月21日 - 日田玖珠広域消防本部庁舎完成。
- 2005年（平成17年）3月22日 - 市町村合併に伴い、日田玖珠広域市町村圏事務組合が日田玖珠広域行政事務組合へ名称変更。
- 2007年（平成19年）
  - 3月31日 - 日田玖珠広域行政事務組合解散。
  - 4月1日 - 日田玖珠広域消防組合発足。
- 2014年（平成26年）7月1日 - 玖珠消防署新庁舎棟の運用を開始。
- 2016年（平成28年）2月15日 - 消防本部及び日田消防署新庁舎の運用を開始。
- 2019年（平成31年）3月28日 - 総務省消防庁から「津波・大規模風水害対策車」・「小型水陸両用バギー」の貸与を受ける[1][2]。
- 2024年（令和6年）7月23日 - 通信指令業務を大分市消防局内「おおいた消防指令センター」に移管[3]。

## 組織
- 本部
  - 総務課 - 総務係、装備係
  - 警防課 - 警防係、救急係、救助・指導係、通信指令室
  - 予防課 - 予防係、危険物係
- 消防署
  - 総務係、装備係、警防係、救急係、救助・指導係、予防係、危険物係

## 消防署
| 消防署     | 住所                          | 出張所                                                                       |
| ---------- | ----------------------------- | ---------------------------------------------------------------------------- |
| 日田消防署 | 日田市大字渡里111番地1        | 大山出張所：日田市大山町西大山8899番地2 天瀬出張所：日田市天瀬町桜竹666番地1 |
| 玖珠消防署 | 玖珠郡玖珠町大字大隈226番地５ | 九重出張所：玖珠郡九重町大字右田1322番地8                                    |